# Ordem do Herói do Povo

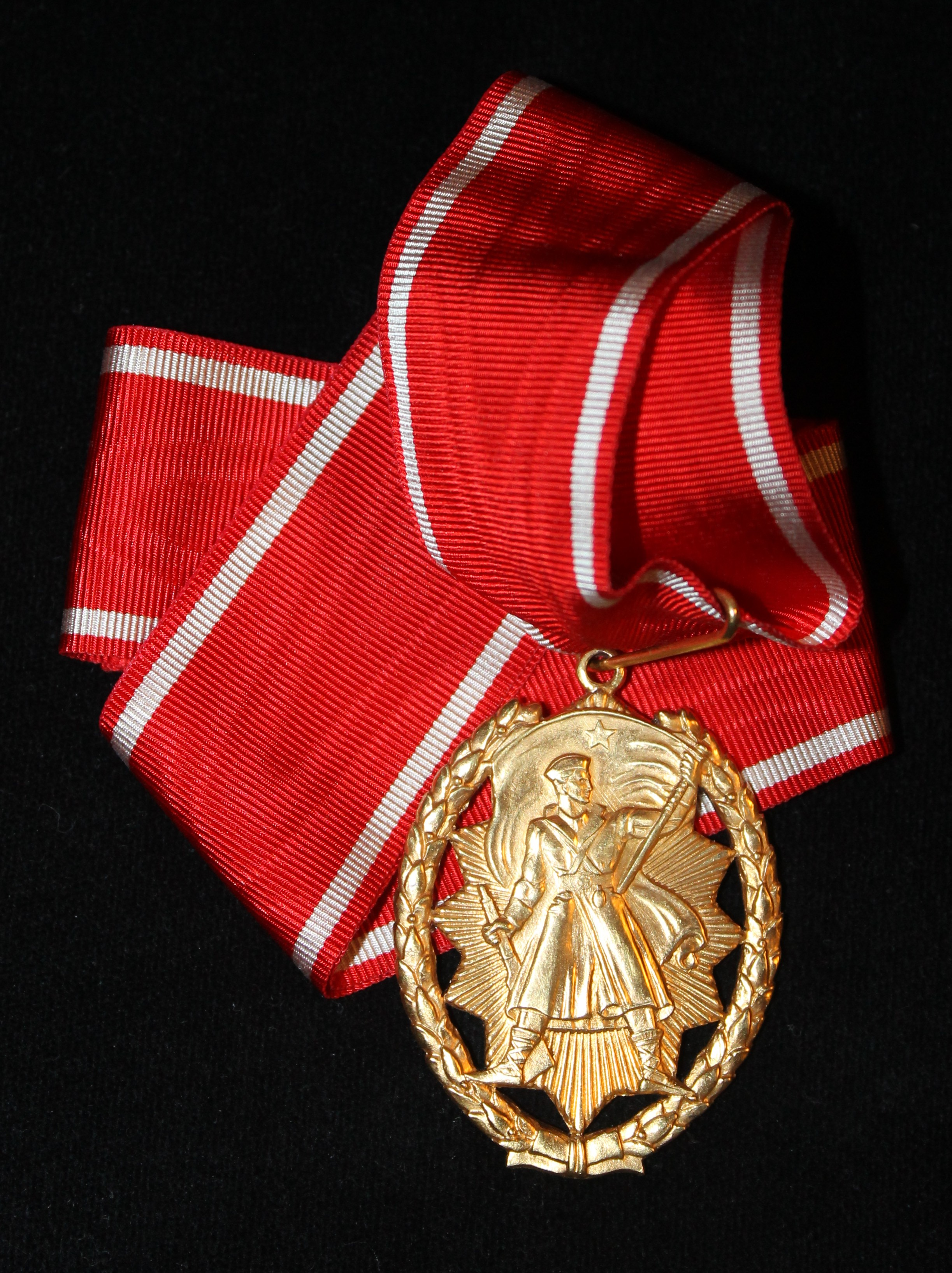
Ordem do Herói do Povo

A Ordem do Herói do Povo ou a Ordem do Herói Nacional foi uma medalha por bravura jugoslava, o segundo maior prémio militar e a terceira condecoração geral jugoslava. Foi atribuído a indivíduos, unidades militares, organizações políticas e outras que se distinguiram por extraordinários feitos heróicos durante a guerra e em tempo de paz. Os condecorados foram posteriormente conhecidos como Heróis do Povo da Jugoslávia ou Heróis Nacionais da Jugoslávia. A grande maioria foi concedida a guerrilheiros por acções durante a Segunda Guerra Mundial . Um total de 1322 condecorações foram concedidas na Jugoslávia, e 19 foram concedidos a estrangeiros.

### Cidadãos estrangeiros condecorados
Fonte:
- Sergey Biryuzov (1964)
- Ivan Bulkin (1945)
- Reshit Çollaku (1945†, rescinded in 1948)
- Pavel Dmitrienko (1945)
- Enver Hoxha (1946,[9] rescinded in 1948)
- Boris Kalinkin (1944)
- Ivan Konstantinov (1945)
- Semyon Kozak (1944)
- Vojo Kushi (1945†, rescinded in 1948)
- Luigi Longo (1980)
- Rodion Malinovsky (1964)
- Alexander Managadze (1945)
- Grigoriy Okhrimenko (1945)
- Alexander Shornikov (1944)
- Vladimir Sudets (1964)
- Ludvík Svoboda (1946)
- Fyodor Tolbukhin (1945)
- Vasiliy Ulisko (1945)
- Andrey Vitruk (1945)
- Pavel Yakimov (1944)
- Vladimir Zhdanov (1944)
- Michał Żymierski (1946)

### Cidades Heroicas

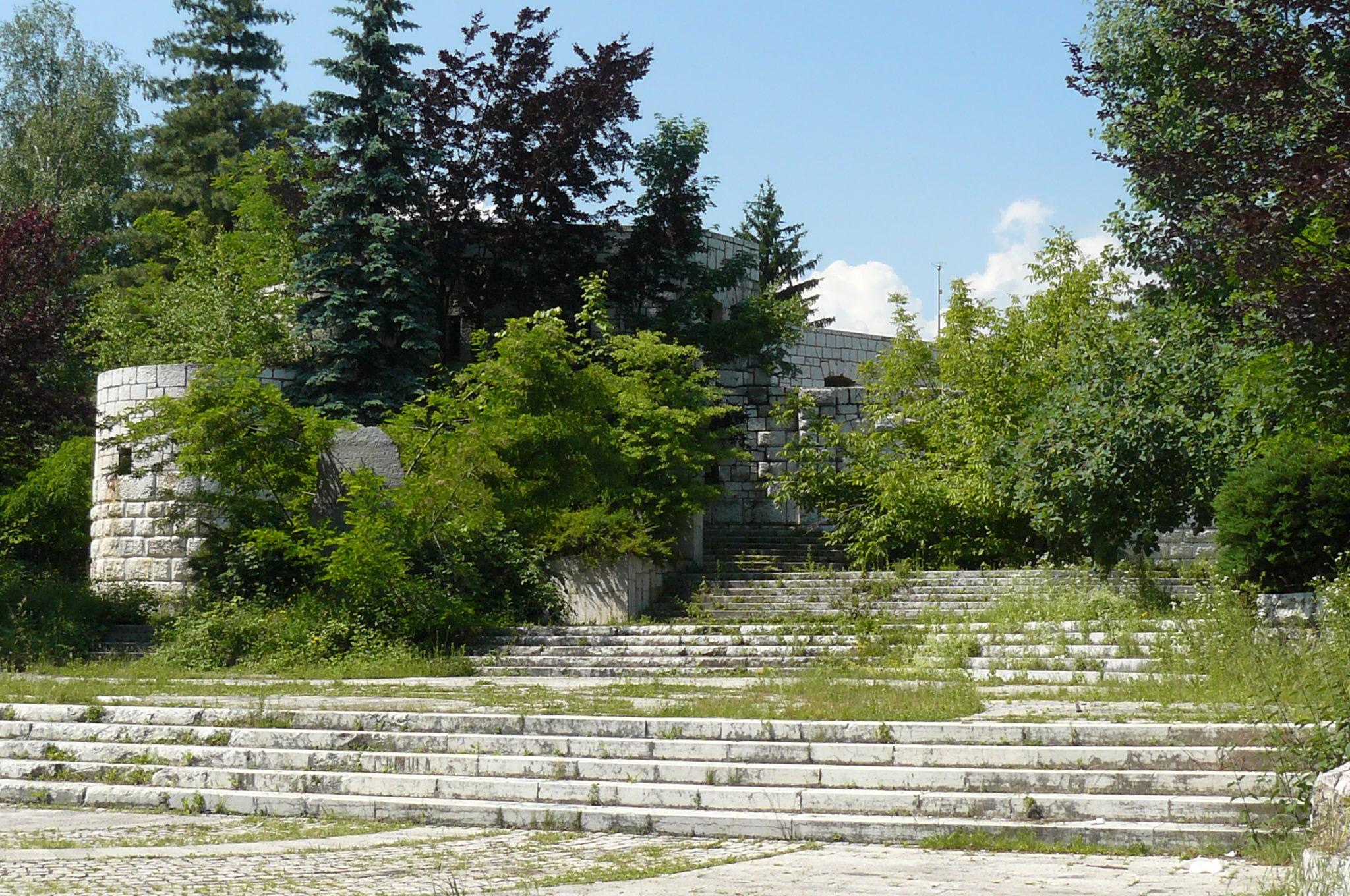
O Parque Memorial de Vraca está localizado em Sarajevo, Bósnia e Herzegovina

Oito cidades receberam a Ordem do Herói do Povo (uma em cada República Socialista e Província Socialista), e receberam o título de "Cidade Heroína". As datas das condecorações são dadas entre parênteses.
- Belgrado (20 de outubro de 1974)
- Cetinje (7 de maio de 1975)
- Ljubljana (7 de maio de 1970)
- Novi Sad (7 de maio de 1975)
- Prilep (7 de maio de 1975)
- Priština (7 de maio de 1975)
- Drvar (17 de maio de 1974)
- Zagreb (7 de maio de 1975)

### Organizações públicas e políticas
- Liga dos Jovens Comunistas da Jugoslávia (SKOJ)[11]
- Comité distrital da SKOJ para Drvar[12]
- União dos Veteranos da Guerra Popular de Libertação (SUBNOR)[11]
- União dos veteranos de guerra espanhóis da Jugoslávia[13]

## Estatísticas

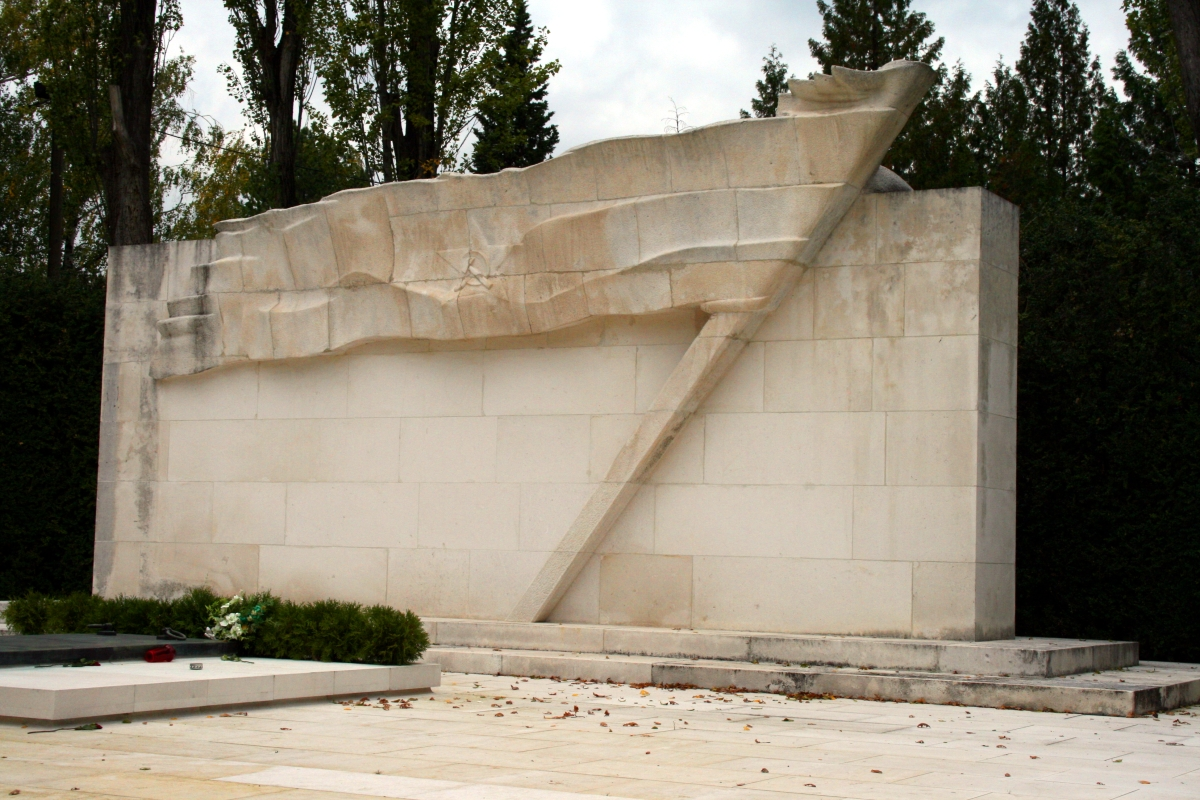
Túmulo dos Heróis do Povo no Cemitério Mirogoj, em Zagreb

Um total de 1322 pessoas foram premiadas na Jugoslávia em 1981. A maioria dos condecorados eram homens (1231) e 91 eram mulheres. A maioria dos Heróis do Povo eram mineiros ou trabalhadores industriais (34%), 19% eram universitários e estudantes do ensino médio, 18% eram trabalhadores rurais e 13% eram especialistas de todos os tipos.
A maioria dos condecorados era muito jovem. Metade deles ingressou no Exército antes de completar 25 anos, e apenas 325 deles tinham mais de 30 anos. 42% dos Heróis que morreram na guerra tinham entre 16 e 26 anos, 38% tinham entre 27 e 34. Três Heróis tinham menos de 17 anos quando morreram. Milka Bosnić foi a mais jovem a receber a ordem, ela tinha apenas 15 anos quando foi morta durante a Operação Rösselsprung.
A maioria das condecorações foi concedida nos anos seguintes à Segunda Guerra Mundial, a maioria delas entre 1951 e 1953. Tito foi a única pessoa a ser premiada várias vezes, tendo sido premiado três vezes. Dos 955 destinatários que morreram na guerra, 77% foram mortos em combate, cerca de 15% foram executados ou morreram na prisão e cerca de 7% morreram de ferimentos. A maioria dos Heróis morreu em 1943 (cerca de 30%) e em 1942 (27,5%). Nove deles foram mortos após a guerra terminar oficialmente durante a luta com as forças inimigas que ainda restavam. 55 Heróis do Povo cometeram suicídio para escapar da prisão.
A maioria dos condecorados da Ordem nasceu na Croácia (21,9%), seguida da Bósnia e Herzegovina (20,6%), Montenegro (18,7%), Sérvia Central (15%) e Eslovénia (11,05%). A maioria dos que morreram durante a Segunda Guerra Mundial morreu na Bósnia e Herzegovina (32%). Em 1957 havia 410 Heróis do Povo vivos, em 1975 havia 367 e em 1981 havia 343 Heróis vivos.
 

## Literatura
- Narodni heroji Jugoslavije (PDF) (em servo-croata). 1. Belgrado: Mladost. 1975. Cópia arquivada (PDF) em 28 de julho de 2011
- Narodni heroji Jugoslavije (Encyclopedia) (em servo-croata). 2. Belgrado and Titogrado: Partizanska knjiga, Narodna knjiga, Pobjeda. 1982